# فيليب س جوزمان
فيليب س جوزمان (بالإسبانية: Felipe Segundo Guzmán)‏ (و. 1879 – 1932 م) هو تربوي، وسياسي من بوليفيا . تولى منصب رئيس بوليفيا (3 سبتمبر 1925–10 يناير 1926)، وسيناتور بوليفيا .
| المناصب السياسية      | المناصب السياسية         | المناصب السياسية         |
| --------------------- | ------------------------ | ------------------------ |
| سبقه باوتيستا سافيدرا | رئيس بوليفيا 1925 - 1926 | تبعه هيرناندو سيليس رييس |